# Suphalomitus pygmaeus
Suphalomitus pygmaeus is een insect uit de familie van de vlinderhaften (Ascalaphidae), die tot de orde netvleugeligen (Neuroptera) behoort. 
Suphalomitus pygmaeus is voor het eerst wetenschappelijk beschreven door New in 1984.